# Eucereon aurantiaca
Eucereon aurantiaca är en fjärilsart som beskrevs av Max Wilhelm Karl Draudt 1915. Eucereon aurantiaca ingår i släktet Eucereon och familjen björnspinnare. Inga underarter finns listade i Catalogue of Life.